# Agrarkolonisation
Agrarkolonisation ist die Inkulturnahme landwirtschaftlich bislang noch nicht genutzter Landschaftsräume. Man unterscheidet eine staatlich geplante, private oder auch ungeplante Agrarkolonisation. Von Agrarkolonisation spricht man heute meist bei Erschließungen in den Tropen, wie z. B. Amazonien, weniger auch bei der Besiedlung und Kultivierung nördlicher Waldgebiete in Kanada oder Sibirien.
Oft geht eine massiv forcierte Agrarkolonisation und die Ansiedlung von großen Bevölkerungsmassen mit einer starken Bodendegradation einher. Oft handelt es sich um Umsiedlungen von Bevölkerungsschichten aus urbanen Ballungsgebieten in landwirtschaftlich noch nicht oder wenig genutzten Arealen. Problematisch sind auch sozioökonomische Aspekte, wenn Siedler auf den neu erschlossenen Böden neue Bewirtschaftungsformen erlernen müssen. Dies mussten beispielsweise Hochlandindianer, als sie in mit tropischem Regenwald bewachsenen Regionen Boliviens angesiedelt wurden.

## Fallbeispiele

### Rondônia
Amazonien wurde während der Siedlungsgeschichte Brasiliens entlang der großen Transportwege, zum Beispiel der Transamazônica, erschlossen.
Rondônia wird seit den 1970er Jahren systematisch besiedelt und erreichte in den 1980er Jahren die stärkste Besiedlungsphase. Danach ist ein steiler Abfall der Wachstumsrate zu verzeichnen, da es außer Land- und Weidewirtschaft wenig Erwerbsmöglichkeiten gibt. Die Gesamtbevölkerung stieg jedoch.

### Transmigration nach Kalimantan
In Indonesien wurden von 1969 bis Mitte 1998 etwa 1,6 Millionen Familien aus überbevölkerten Ballungsgebieten auf die Insel Kalimantan (Borneo) umgesiedelt, um dort einem weiteren Bevölkerungsanstieg und wachsender Armut entgegenzuwirken. Kalimantan wurde ausgewählt, weil sie dünn besiedelt war und weil die Planer glaubten, sie hätte eine ausreichende Tragfähigkeit für eine größere Besiedlung. Das Projekt scheiterte katastrophal, weil die Parzellen der Siedler zu klein waren und die tropischen Böden nach Kahlschlag sehr schnell auslaugten. Es gab zahlreiche Konflikte zwischen Einheimischen und „Transmigrasi“, hauptsächlich um Landnutzungsrechte.
Der Besiedlungswelle folgte nach einigen Jahren eine große Rückwandererwelle, welche die soziale Not in den Großstädten verschlimmerte.
Die sozialen Spannungen führten zu politischen Unruhen in Indonesien.